# Bhanjanagar
Bhanjanagar(oriya ଭଂଜନଗର) és una ciutat i àrea notificada (planificada) al districte de Ganjam a Orissa. El seu nom sota els britànics era Russellkonda (Rasulkonda o Russelkonda) que vol dir Muntanyes de Russell en honor del comissionat especial George Russell nomenat el 1835 per pacificar la regió (on es feien els sacrificis humans o meriah), i fou rebatejada en honor del gran poeta Kavi Samrat Upendra Bhanja. Està situada a 19° 56′ N, 84° 35′ E / 19.93°N,84.58°E. Segons el cens del 2001 té una població de 19.699 habitants que un segle abans, el 1901, era de 3.493. Fou capital de la taluka de Gumsur, abans un principat, i fou un cantonment (campament militar) fins que les tropes foren retirades el 1863.